# Willy Tröger
Willy Tröger, dit Will (né le 2 octobre 1928 à Zwickau en Allemagne et mort le 30 mars 2004 à Pirna), était un joueur de football, international est-allemand.

## Biographie
Tröger est tout d'abord envoyé au front à 16 ans durant la Seconde Guerre mondiale et perd sa main droite à cause de l'explosion d'une grenade.
Très populaire en Allemagne de l'Est dans les années 1950, l'avant-centre du SC Wismut Aue et du SC Wismut Karl-Marx-Stadt en DDR-Oberliga, a en tout inscrit 105 buts en 224 matchs (record pour l'Aue) et est notamment connu pour avoir fini meilleur buteur du championnat de RDA en 1954/1955 avec 22 buts.
Il commence ensuite à jouer au football avec comme coéquipier l'entraîneur-joueur Walter Fritzsch au Wismut Cainsdorf. À 22 ans, il part avec Fritzsch rejoindre Aue en Oberliga. Avec le Wismut, il remporte une coupe et trois championnats, et se révèle un des meilleurs attaquants est-allemands de sa génération. 
C'est à cette période qu'il débute en équipe nationale de RDA.
Il joue en tout en sélection de 1954 à 1959 durant 15 matchs, où il inscrit 11 buts. 
Il joue également 14 matchs de coupe d'Europe. Le 6 octobre 1956, devant 100 000 spectateurs au Zentralstadion, il est sur le terrain lors de la victoire 3-2 du SC Wismut Karl-Marx-Stadt contre le 1. FC Kaiserslautern.
Will décède le 30 mars 2004 à Pirna à 75 ans, après avoir été deux fois opéré d'un cancer de l'estomac. Une chanson de folk rock de Stefan Gerlach est nommé en son honneur : « Tröger-Will ». Le stade du VfL Pirna-Copitz fut également nommé en son honneur « Willy-Tröger-Stadion » (anciennement Sachsenstadion).